# Eozenillia equatorialis
Eozenillia equatorialis är en tvåvingeart som beskrevs av Townsend 1926. Eozenillia equatorialis ingår i släktet Eozenillia och familjen parasitflugor. Inga underarter finns listade i Catalogue of Life.